# Halysidota mexiconis
Halysidota mexiconis là một loài bướm đêm thuộc phân họ Arctiinae, họ Erebidae.